# Бернартс, Никасиус
Никасиус Бернартс, Монсу Никасио (нидерл. Nicasius Bernaerts, Monsù Nicasio; 15 марта 1620, Антверпен — 16 сентября 1678, Париж) — южнонидерландский (фламандский) живописец, анималист. Писал также пейзажи с изображениями животных, охотничьими трофеями и натюрморты с цветами. Работал в Париже и Риме. При королевском дворе в Париже поставлял картоны (эскизы) для Мануфактуры Гобеленов.

## Биография
Бернартс родился в Антверпене. Он учился живописи у Франса Снейдерса, ведущего художника-анималиста Антверпена. После завершения обучения отправился в Италию. Здесь он был известен как «Монсу Никасио» (Monsù Nicasio). Его картины коллекционировал Фердинандо II Медичи, великий герцог Тосканы.
Около 1643 года Никасиус Бернартс отправился во Францию, в течение нескольких лет работал в Париже. В 1663 году поступил в Королевскую академию живописи и скульптуры в Париже. У него, в свою очередь, учился живописец-анималист Александр-Франсуа Депорт. Бернартс сделал во Франции успешную карьеру как художник-анималист и мастер натюрморта. Помимо заказов на картины для королевского зверинца в Версале (la ménagerie royale de Versailles), он также работал для мануфактуры Гобеленов, оформления интерьеров королевских апартаментов и дворца Тюильри (Garde-Meuble de la Couronne). Затем художник вернулся в Антверпен, где в 1654 году стал мастером Гильдии Святого Луки.
В 1673 году Бернартс провёл множество исследований более пятидесяти видов животных. Некоторые из этих картин впоследствии были использованы для украшения королевского зверинца и частных апартаментов.
Позднее Бернартс оказался без работы, в том числе по причине пьянства. Он умер в бедности в 1678 году.

## Творчество
Никасиус Бернартс писал животных, предметы охоты, в том числе игровые, и натюрморты. Он также известен жестокими изображениями боевых животных, в частности хищных птиц. Такие картины были напрямую вдохновлены аналогичными работами Франса Снейдерса, который был родоначальником этого жанра во Фландрии.
В картинах с изображениями животных для зверинца Версаля Бернартс, наряду с прочим, решал и познавательно-дидактические задачи. Животные изображены в спокойных позах, почти всегда в профиль, глаза часто обращены к зрителю, как в научных атласах. Такие изображения позволяют зрителю лучше рассмотреть анатомию животного и особенности его породы. Каждое существо изображено на классическом пейзажном фоне. Некоторые картины носят почти «портретный» характер с передачей не только сходства, но и настроения, характера «модели», как это видно на «Портрете Тамбона, собаки герцога Вандомского» (Portrait de Tambon, chien du Duc de Vendôme).
Картины Бернартса теперь являются лучшими источниками для определения первоначальной популяции животных Версальского зверинца, поскольку они были инвентаризованы Николя Байи в его «Описях картин короля, составленных между 1709 и 1710 годами» (Inventaire des tableaux du roy redigé entre 1709 и 1710; впервые опубликовано Фернаном Энгераном, Париж, 1899).
Существует неопределенность относительно авторства некоторых неподписанных этюдов, поступивших в Лувр во время Французской революции и значившихся под монограммой «A.F.». Их считали произведениями А.-Ф. Депорта около столетия назад во французских провинциальных музеях. Старый инвентарь гобеленов, который был заново открыт в 1967 году, показывает, что многие из этих работ были созданы поколением художников, предшествовавшим Депорту, такими как Никасиус Бернартс. Ныне эти произведения атрибутируются Бернартсу.

## Галерея
- Битва собак и кошек. Между 1643 и 1678. Холст, масло. Музей изящных искусств, Каркассон
- Этюд страуса. Между 1643 и 1678. Холст, масло. Лувр, Париж
- Портрет Тамбона, собаки герцога Вандомского. 1665. Холст, масло. Частное собрание
- Две хищные птицы убивают сороку. Между 1643 и 1678. Холст, масло. Фонтенбло
- Сокол, пожирающий птицу. Между 1643 и 1678. Холст, масло. Фонтенбло
- Собака, атакующая кошку. 1660-е. Холст, масло. Национальный музей, Варшава